# 임잠 (익양효후)
임잠(任岑, ? ~ 기원전 1년)은 전한 말기의 제후로, 태상 임천추의 손자이다.

## 생애
양삭 원년(기원전 24년), 아버지 임운의 뒤를 이어 익양후(弋陽侯)에 봉해졌다.
익양효후 24년(기원전 1년)에 죽으니 시호를 효라 하였고, 아들 임고가 작위를 이었다.

## 출전
- 반고, 《한서》 권17 경무소선원성공신표

| 선대 아버지 익양원후 임운 | 전한의 익양후 기원전 24년 ~ 기원전 1년 | 후대 아들 임고 |